# Nyírő Gyula (szobrász)
Nyírő Gyula (Szeged, 1924. szeptember 28. – Budapest, 2005. április 23.) éremművész, szobrász.

## Életrajza
1944 és 1949 között a Magyar Képzőművészeti Főiskolán tanult, mesterei Pásztor János és Pátzay Pál voltak. 1949-től 1959-ig Budapesten tanított. Tagja volt a Pedagógus Képzőművészeti Stúdiónak és tiszteletbeli tagja a Szegedi Szépmíves Céhnek. Eleinte realista portrék készítésén dolgozott (Megyeri Barna, Huszár Imre), majd az 1960-as évek elejétől Megyeri Barnával egyidejűleg kezdett megmunkálni fémlemezt. Az 1970-es évek elején kiépítette szerkezetes, mértanias kifejezésmódját, valamint sejtszerű térrácsra épített dekorativitását. A különféle anyagok és technikák kombinációjával kísérletezett.

## Díjak, elismerések
- 1947: Szinyei-díj;
- 1948: Budapest Társaskör díja;
- 1970: Kiskunhalas városa díja;
- 1973: a Lektorátus nívódíja;
- 1987: Magyar Vöröskereszt különdíja;
- 1991: Amerikai Numizmata Társaság emlékérme.

## Egyéni kiállítások
- 1972 • Kulturális Kapcsolatok Intézete Kiállítóterem, Budapest (kat.) • Regard, Brüsszel
- 1973 • Undenberg Galerie, Xanten (NSZK)
- 1988 • Paletta Galéria, Szeged
- 1989 • Nagy Balogh Terem, Budapest

## Válogatott csoportos kiállítások
- 1952-től • a Magyar Képzőművészeti Kiállításokon, Műcsarnok, Budapest
- 1955 • Fiatal Képző- és Iparművészek, Ernst Múzeum, Budapest
- 1956 • Pécs-Baranyai Kiállítás
- 1957 • Tavaszi Tárlat, Műcsarnok, Budapest, 70 művész, Ernst Múzeum, Budapest
- 1959 • Pedagógus képzőművészek, Ernst Múzeum, Budapest
- 1960 • Modern magyar grafika és kisplasztika, Magyar Nemzeti Galéria, Budapest • Pápa
- 1962 • Magyar képzőművészeti kiállítás, Unter den Linden Pavillon, Berlin
- 1967-től • I., VII. és IX. Országos Kisplasztikai Biennálé, Pécs
- 1975 • Köztulajdon, Műcsarnok, Budapest
- 1978 • Magyar szobrászat, Műcsarnok, Budapest
- 1984 • Ezüstgerely kiállítás, Műjégpálya, Budapest
- 1994 • Kisszobor '94, Vigadó Galéria, Budapest
- 1995 • Helyzetkép/Magyar szobrászat, Műcsarnok, Budapest
- 1997 • Szobrok, Pataky Galéria, Budapest

## Köztéri művei
- két dombormű (mészkő, 1955, Budapest, XI. ker., Fehérvári út, Kábel- és Műanyaggyár)
- Horgászfiú (alumínium, 1959, Budapest, X. ker., lakótelep)
- Dámvad, Kecske, Kutya (műkő relief, 1959, Pécs, Uránváros)
- Sas és kígyó (vörösréz domborítás, Edelény, rendelőintézet)
- dombormű (alumínium, 1963, Tiszapalkonya, Nitrogénműtrágyagyár)
- Madarak (vörösréz, 1964, Kaposvár, termálfürdő)
- Játszó gyerekek (műkő dombormű, 1965, Budapest, XIX. kerületi bölcsőde)
- Magyar Filmlaboratórium (vörösrézlemez embléma, 1965, Budapest, II. ker., Budakeszi út)
- Tornázó gyerekek (alumínium, 1966, Komló)
- Sasok (vörösréz domborítás, 1966, Ózd, lakótelep)
- geometrikus figurák (vörösréz, 1969, Tapolca, lakótelep)
- relief (műkő, 1970, Pécs, SZTK-rendelőintézet)
- Halasi csipke (vörösréz lemez, 1970, Kiskunhalas, Általános Iskola)
- Kossuth Lajos (bazalt portrészobor, 1970, a Kossuth adó solti telepe)
- Bika (vörösrézlemez dombormű, 1971, Gyula, Állami Erdő- és Vadgazdaság)
- embléma (vörösmárvány, 1971, Debreceni Agrártudományi Egyetem)
- Puskin (süttői mészkő mellszobor, 1973, Tata)
- Madarak (vörösrézlemez, 1973, Eger, Tanárképző Főiskola)
- Puskin (mészkő mellszobor 1973, Tatabánya, Puskin Művelődési Ház)
- Szerelmespár (mészkő, 1973, Tiszaszederkény, Művelődési Ház)
- Napóra (vörösrézlemez dombormű, 1974, Kiskunhalas, Általános Iskola)
- Erkel Ferenc (mészkő mellszobor, 1975, Komló, Zeneiskola)
- Család (domborítás, 1978, Budapest, XI. kerület, Házasságkötő Terem)
- Volán Elektronika-embléma (vörösréz lemez és betonkocka, 1971, Budapest, Karolina út)
- Dr. Nyírő Gyula (márvány portrédombormű, 1976, Budapest, Semmelweis Orvostudományi Egyetem II. Neurológiai Klinika)
- Család (vörösrézlemez domborítás, 1978, Budapest, XI. ker., Házasságkötő Terem)
- Mathiász János (bronz portré, 1978, Budapest, V. ker., Kossuth Lajos tér, MÉM-árkád)
- Törülköző nő (bronz, 1978, Budapest, XI. ker., Bajmóci u. 11.)[2][3]
- Hét harang (bronz, 1980, Marienbaum, evangélikus templom [NSZK])
- Henry Dunant (bronz mellszobor, 1981, Budapest, XIII. ker., Kárpát utcai park)
- Ölelés (kőszobor, 1983, Tiszaszederkény)
- Dr. Nyírő Gyula (bronz portrédombormű, 1983, Budapest, Nyírő Gyula Kórház)
- Sztárai Mihály (bronz mellszobor, 1983, Nagyharsány, református templom kertje)
- Kossuth Zsuzsa (bronz portrédombormű, 1984, Budapest, Kossuth Zsuzsa Egészségügyi Szakközépiskola)
- Jim Clark (bronz mellszobor, 1990, Budapest, Magyar Autóklub)
- Bartha Lajos (bronz mellszobor, 1992, Aranyosgyéres)
- Virág (krómacél forma, 1992, Nagyatád)
- Richter Gedeon (bronz mellszobor, 1994, Budapest, Gyömrői úti irodaház)
- Németh László (mészkő portré, 1996, Mezőszilas, Általános Iskola)
- Batthyány Lajos (bronz mellszobor, 1999, Gyulafirátót).

## Művek közgyűjteményekben
- Janus Pannonius Múzeum, Pécs • Rippl-Rónai József Múzeum, Kaposvár • Semmelweis Orvostörténeti Múzeum